# Допинг

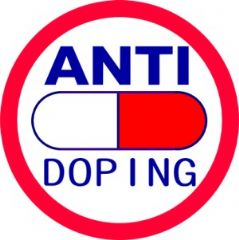
Борьба с допингом в спорте

До́пинг (англ. doping, от англ. dope — применять наркотики) в спорте — употребление запрещённых способов, методов или препаратов (в том числе биологически активных веществ), повышающих спортивные результаты. Применение допинга нарушает олимпийский принцип честной игры, поскольку ставит соперников в неравные условия, оказывает побочный эффект на организм. Для выявления его применяются специальные методы обнаружения.
Современная концепция борьбы с допингом в спорте высших достижений приведена в Антидопинговом кодексе ВАДА (Всемирное антидопинговое агентство, учреждённое по инициативе Международного олимпийского комитета — МОК). Каждый год ВАДА издаёт список запрещённых препаратов и новые версии так называемых стандартов: международный стандарт для лабораторий, международный стандарт для тестирований и международный стандарт для оформления терапевтических исключений.
С общемедицинской точки зрения к допингам можно отнести любые вещества, которые в определённых условиях патологии временно усиливают физическую и психическую деятельность организма.
Сегодня принято считать, что допинг — сознательный приём вещества, излишнего для нормально функционирующего организма спортсмена, либо чрезмерной дозы лекарства, с единственной целью — искусственно усилить физическую активность и выносливость на время спортивных соревнований.
Борьба с допингом ведётся для обеспечения честности спортивных соревнований и для сохранения здоровья спортсменов.
В статьях Всемирного антидопингового кодекса (версия 4.0) выделяются следующие нарушения правил ВАДА:
- наличие запрещённой субстанции, её метаболитов или маркеров в пробе, взятой у спортсмена;
- использование или попытка использования спортсменом запрещенной субстанции или запрещенного метода;
- уклонение, отказ или неявка спортсмена на процедуру сдачи проб антидопингового контроля;
- нарушение спортсменом порядка предоставления информации о своём местонахождении;
- фальсификация или попытка фальсификации в любой составляющей допинг-контроля со стороны спортсмена или иного лица;
- обладание запрещенной субстанцией или запрещенным методом со стороны спортсмена или другого лица;
- распространение или попытка распространения любой запрещенной субстанции или запрещенного метода спортсменом или иным лицом;
- назначение или попытка назначения любой запрещенной субстанции или запрещенного метода спортсмену или иному лицу[4]
- соучастие или попытка соучастия со стороны спортсмена или иного лица[5];
- запрещенное сотрудничество со стороны спортсмена или иного лица;
- действия спортсмена или иного лица, направленные на воспрепятствование или преследование за предоставление информации уполномоченным органам.

«Инговое» окончание слова означает, что это глагольное существительное, обозначающее действие, а именно процесс приёма веществ или препаратов для улучшения исходных свойств, но ни в коем случае не сам препарат.

## История
Изначально допинг стали использовать тренеры и наездники лошадей в США. Это были возбуждающие средства, вводимые в организм лошади перед скачками путём подкожного впрыскивания или перорально. Информация об этом, а также о задержании наездников с поличным впервые попала в европейские и русские газеты в 1903 г. В том же году скаковые общества договорились бороться и строго преследовать это безобразное явление, грозящее неисчислимыми бедами кровному коннозаводству. Самым первым пойманным нарушителем был Франк Старр.
Во время бегового дня 8 июня 1913 года у Старра был найден эликсир, который даётся лошади для возбуждения и усиления её хода во время бега. Искусственно улучшая резвость лошади на короткое время, эликсир вредно влияет на её здоровье. Старр был лишён права езды навсегда.
В 1928 году Международная любительская федерация легкой атлетики (IAAF) запретила применение стимуляторов на соревнованиях.
В 1952 году были зафиксированы случаи применения фенамина, приведшие к резкому ухудшению самочувствия конькобежцев.
На Играх 1956 года фиксировались факты допинга на велотреке.
Впервые мир узнал больше о допинге во время Олимпийских игр 1960 года в Риме. Велосипедные гонки на 100 км происходили при такой убийственной жаре, что многие спортсмены падали с велосипедов. Датчане Кнуд Йенсен и Юрген Йоргансен после падения потеряли сознание, Йенсен скончался.
В 1967 г. английский велосипедист Том Симпсон погиб во время 54-й шоссейной гонки Тур де Франс. Трагическая гибель спортсмена произошла перед объективами телекамер и стала сенсацией. Истинная причина смерти в некрологах не сообщалась. Лишь со временем было официально объявлено[кем?], что в крови погибших обнаружили сильнодействующие возбуждающие средства.
В 1967 году Международным олимпийским комитетом было принято решение о запрещении допинга и создании Медицинской комиссии МОК для регулярного проведения специальных мероприятий по допинг-контролю.
Медицинская комиссия МОК вводила запреты в следующей хронологии:
| Год  | Запрещённые субстанции               |
| ---- | ------------------------------------ |
| 1967 | Наркотические анальгетики            |
| 1975 | Анаболические стероиды               |
| 1982 | Кофеин Тестостерон                   |
| 1984 | Допинг кровью                        |
| 1985 | Диуретики                            |
| 1986 | Бета-адреноблокаторы Кортикостероиды |
| 1987 | Хорионический гонадотропин           |
| 1989 | Соматотропин                         |
| 1990 | Эритропоэтин                         |
| 1992 | Сальбутамол                          |
| 1997 | Бромантан                            |

### Дилемма Гольдмана
Дилемма Голдмана — это вопрос, который был задан ведущим спортсменам врачом, остеопатом и публицистом Бобом Голдманом. Он формулировался так: «Будете ли вы принимать лекарство, которое гарантирует вам успех в спорте, но заставит вас умереть через пять лет?». В его исследовании[когда?], как и в предыдущем исследовании Миркина[когда?], примерно половина спортсменов ответили утвердительно, но современные исследования Джеймса Коннора и его сотрудников[когда?] дали гораздо более низкие цифры; при этом спортсмены воспринимали проблематику дилеммы в той же мере, что и большинство австралийцев.

## Группы допинговых средств

### Субстанции

#### Алкоголь
В различных видах спорта установлены различные пороговые концентрации алкоголя (этанола) в крови. Вот некоторые из них:
- Роллерный спорт (FIRS[англ.]) — 0,02 г/л
- Аэронавтика (FAI) — 0,05 г/л
- Карате (WKF) — 0,40 г/л

#### Стрихнин

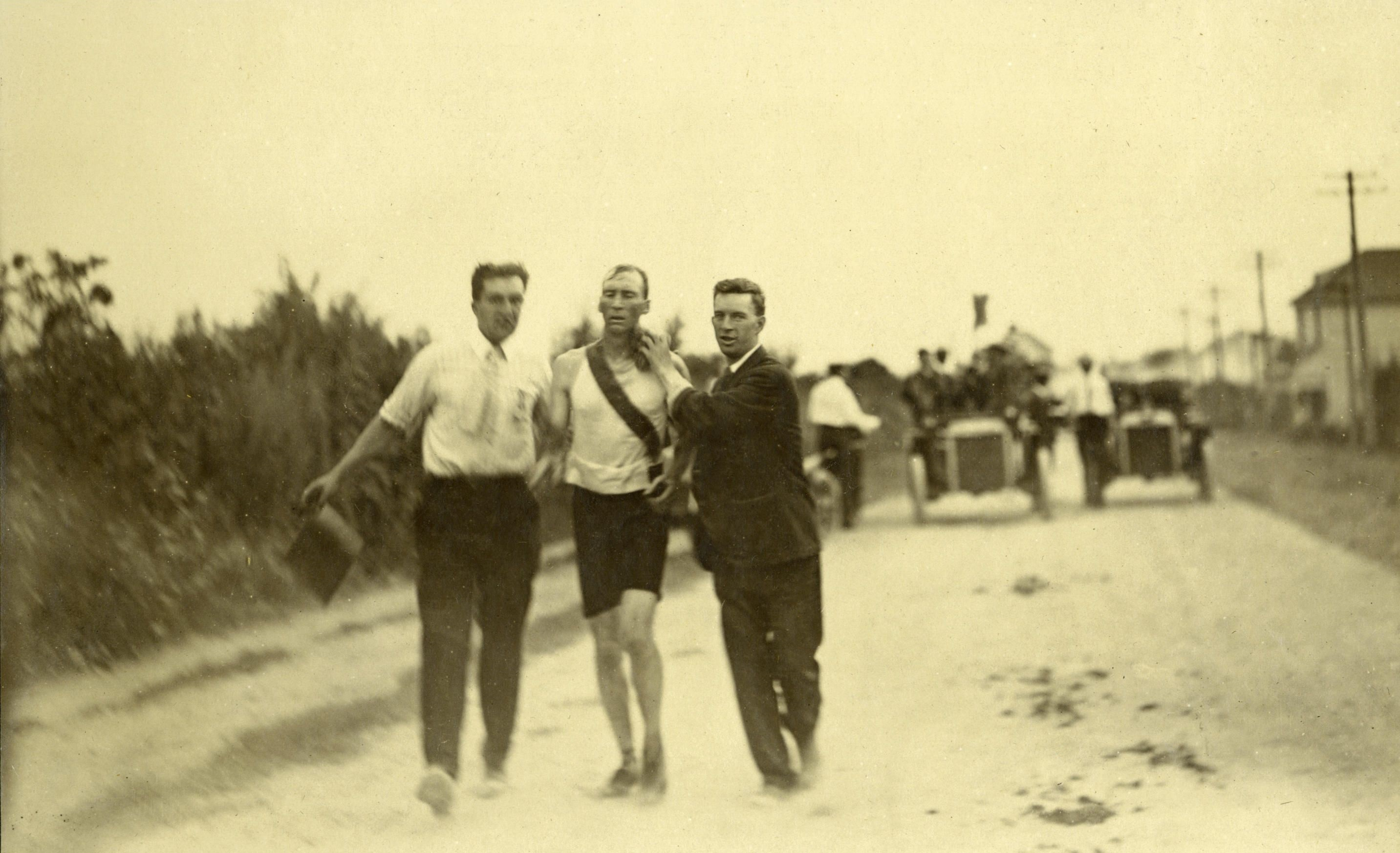
Хикс и болельщики на летних Олимпийских играх 1904 года

По воздействию на организм человека стрихнин относится к I классу опасности (чрезвычайно опасные вещества). Средняя летальная доза (LD50) составляет около 1 мг на 1 кг массы тела (у цианистого калия — 1,7 мг/кг).
Томас Хикс, американец, родившийся в Англии 7 января 1875 г., выиграл олимпийский марафон в 1904 году. В ходе марафона тренер Хикса Чарльз Лукас инъецировал спортсмену двойную дозу стрихнина и заставил его принять порцию крепкого алкоголя:
Поэтому я решил ввести ему миллиграмм сульфата стрихнина и заставил его выпить большой стакан, наполненный бренди. Он снова пустился в путь, как мог, [но] ему потребовалась еще одна инъекция в четырех милях от конца, чтобы придать ему видимость скорости и привести его к финишу.
В то время использование стрихнина не считалось допингом, и, по словам историков спорта Алена Люнзенфихтера и историка спортивного допинга Жан-Пьера де Монденара,
Следует учитывать, что в то время допинг-угроза для здоровья спортсменов или чистота соревнований еще не стали частью морали, потому что после этого марафона в официальном отчете гонки говорилось: «Марафон показал себя с медицинской точки зрения. Сформировано представление о том, как препараты могут быть полезны спортсменам в забегах на длинные дистанции».
По выражению того времени, Хикс был «между жизнью и смертью», но выздоровел, несколько дней спустя получил свою золотую медаль и дожил до 1952 года. Тем не менее, он больше никогда не занимался легкой атлетикой.
В 2001 году индийская спортсменка Кунджарани Деви завоевала золотую медаль на чемпионате Азии по тяжелой атлетике; но вскоре результаты были аннулированы, и спортсменка дисквалифицирована из-за положительного теста на допинг стрихнином.

#### Стимулирующие средства
Стимулирующие средства, или стимуляторы, действуют на центральную и периферическую нервную систему. К ним относятся амфетамин, эфедрин, псевдоэфедрин, кофеин и стрихнин, фенотропил, мезокарб (сиднокарб). Многие из этих соединений входят в состав противопростудных средств. Поэтому перед приёмом самого банального лекарства спортсмен должен проверять, не содержит ли оно запрещённых ингредиентов. Стимуляторы, применяемые даже в малых дозах при физических нагрузках, способны вызвать:
- повышение кровяного давления, ускорение сердечной деятельности, стимуляцию нервной системы;
- нарушение терморегуляции и тепловой удар с последующим коллапсом и смертельным исходом;
- возникновение зависимости и психических расстройств.

Наиболее часто применяемым стимулятором является кофеин. В настоящее время запрета на него нет, поскольку он входит в состав кофе и чая. Стимуляторы запрещены только во время соревнований; при внесоревновательном тестировании их применение не считается нарушением антидопинговых правил.

#### Обезболивающие
Наркотические обезболивающие средства уменьшают чувствительность к боли независимо от её природы и причины. Спортсмены прибегают к ним, чтобы сократить восстановительный период после ушибов и травм. Их применение запрещено только во время соревнований. Нестероидные анальгетики не входят в запрещенный список ВАДА.

#### Анаболические стероиды
Одной из наиболее популярных групп допинговых средств являются анаболически-андрогенные стероиды (анаболики). Это синтетические производные естественного мужского полового гормона тестостерона. Действие этих средств на организм двоякое: с одной стороны, они стимулируют усвоение белка, наращивание мышечной массы, развитие мужского телосложения; с другой — развитие мужских половых признаков (андрогенный эффект, или маскулинизация). Оба эти эффекта неразделимы. Указанные соединения применяют прежде всего как допинг продолжительного действия, ибо только так можно существенно улучшить спортивные результаты.
Наиболее характерным свойством анаболических стероидов является их способность усиливать синтез нуклеиновых кислот и белка, а также структурных элементов клеток организма и, следовательно, активизировать процессы восстановления в костной и мышечной тканях. Они стимулируют всасывание аминокислот в тонком кишечнике, активизируют выработку эритропоэтина (вещества, стимулирующего процесс кроветворения) и анаболические процессы в костном мозге (антианемическое действие). Положительно воздействуют на азотистый обмен: вызывают задержку азота в организме и уменьшение выделения почками мочевины; тормозят выведение необходимых для синтеза белков калия, серы и фосфора; усиливают реабсорбцию натрия и воды. Анаболики способствуют фиксации кальция в костях.
Неконтролируемое применение анаболиков может вызвать психические расстройства, печеночную недостаточность, развитие новообразований в печени и легких, склерозы и тромбозы, гипертрофию предстательной железы, нарушение функций половых органов. Кроме того, увеличение мышечной массы не сопровождается укреплением связочного аппарата, поэтому при употреблении анаболиков случаются повреждения связок, чаще всего разрыв ахиллова сухожилия. К типичным анаболически-андрогенным стероидам относятся нандролон, станозолол, метандиенон (метандростенолон), оксандролон, метенолон (примоболан), местеролон (провирон), тренболон (параболан), оралтуринабол и болденон.

#### Диуретики
Мочегонные средства (диуретики) — например, фуросемид, хлорталидон, амилорид, ацетазоламид. В спорте их применяют по трём причинам. В видах, где есть весовые категории, диуретики помогают быстро уменьшить массу тела. Также они помогают улучшить внешний вид в гимнастике, фигурном катании или бодифитнесе. Обезвоживание способствует приданию мускулатуре подчеркнутых форм. И, наконец, интенсивное мочеотделение помогает выводить из организма другие допинги или маскировать их применение за счет существенного снижения плотности мочи.
Диуретики способны вызывать серьёзные нарушения водно-электролитного равновесия, падение кровяного давления, нарушение ритмичности работы сердца и внезапную смерть.

#### Пептидные гормоны
Примерами пептидных гормонов являются инсулин, гормон роста и эритропоэтин. У молодых людей гормон роста приводит к гигантизму (чрезвычайно высокому росту в целом), у взрослых — к акромегалии, то есть патологическому увеличению некоторых частей тела, в основном стоп и кистей. Эритропоэтин, выделяемый почками, стимулирует выработку и созревание эритроцитов. Его употребление рассчитано на получение эффекта длительных тренировок в высотных условиях, но может привести к повышенной вязкости крови, что в свою очередь ведет к тромбозу кровеносных сосудов и инфаркту со смертельным исходом, часто во время сна.
Почти все упомянутые допинговые средства применяются как лекарства под наблюдением врача, и пациент не подвергается физическим нагрузкам, принимает защитные препараты и соблюдает специальную диету.

### Запрещенные методы

#### Кровяной допинг
Установлено, что забор у спортсмена точно рассчитанного объёма крови с последующим введением через 3-4 недели приводит к значительному повышению выносливости при аэробной физической нагрузке.

#### Введение голубой крови или плазмозаменителей

Химическая формула перфторана

Кислородная ёмкость голубой крови (перфторана) примерно в 3 раза выше, чем у всех традиционных кровезаменителей и плазмы.
ВАДА запретило «использование продуктов, которые усиливают усвоение, поступление или доставку кислорода», однако информации об использовании искусственных соединений с газотранспортной функцией в спорте мало.

## Борьба с допингом

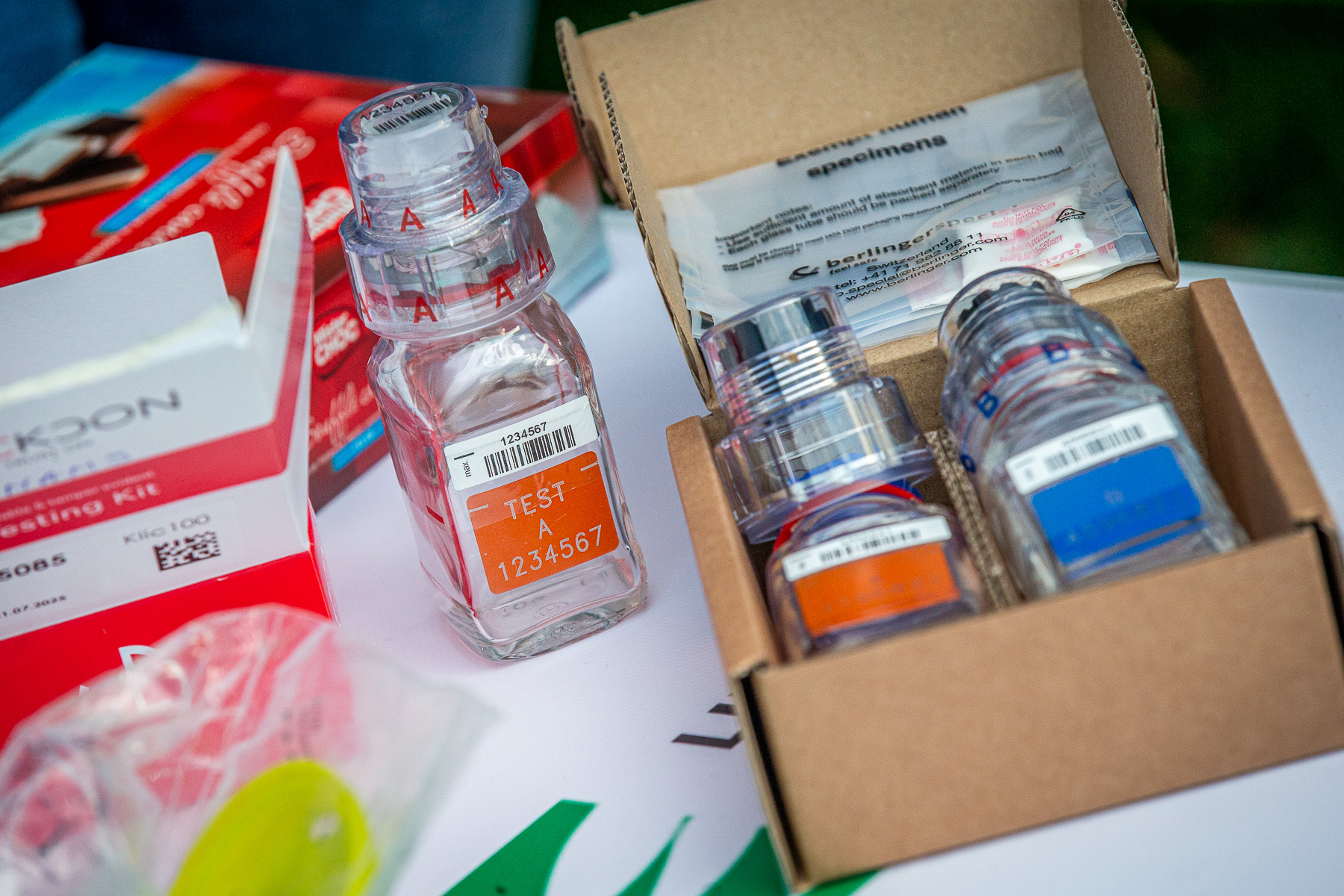

Всемирное антидопинговое агентство (ВАДА) осуществляет разработку регламентов, стандартов и руководств, ведет базы данных спортсменов, проводит обучение и методическую поддержку, аккредитует национальные антидопинговые организации. Непосредственная работа по контролю нарушений, включая сбор и анализ образцов, ведется национальными антидопинговыми организациями и аккредитованными лабораториями. При этом национальные антидопинговые организации работают со спортсменами, а лаборатории — с пробирками и бутылками, имеющими серийные номера (данные спортсменов лабораториям не поступают).
Перед включением субстанции в запрещённый список ВАДА, как правило, осуществляет годовую мониторинговую программу, рассылая информацию о веществах «под мониторингом» в национальные антидопинговые агентства и публикуя список веществ на своём сайте. В этот период собирается информация за и против включения вещества в запрещённый список. Эта процедура была применена, например, для мельдония, причём возражения поступили только от одной организации — производителя мельдония компании Grindeks.
В случае обнаружения применения допинга информация об этом пересылается в спортивные федерации, которые применяют дисциплинарные меры (ВАДА и национальные антидопинговые агентства на это не уполномочены).
Спортсмены, желающие участвовать в международных соревнованиях, обязаны сдавать пробы на допинг. С 2009 года они должны предоставлять в ВАДА график своего местонахождения на 3 месяца вперёд, причём для каждого дня указывается 1 час, когда спортсмен доступен для сдачи пробы. Забор проб осуществляют международные допинг-офицеры, а анализ — аккредитованные допинг-лаборатории. Офицеры аккредитуются национальными антидопинговыми организациями, однако работают и в других странах. В случае обнаружения допинга антидопинговые организации не обязаны доказывать умышленный характер нарушения.
Во время национальных и международных соревнований проводится допинг-контроль не только призёров, но и остальных участников по жребию или выбору судьи по допингу. Помещения (станции) допинг-контроля размещаются на всех спортивных аренах. Вне соревнований забор образцов осуществляют международные допинг-офицеры.
В большинстве видов спорта установленное применение допинга влечет за собой дисквалификацию на 2 года, а повторное — на 4 года или даже навсегда.
Официально заявлено, что спортсмен несёт полную ответственность за употребляемые вещества (поэтому нет необходимости доказывать намеренный характер употребления допинга).
В некоторых случаях спортсменам даётся разрешение на приём запрещённых препаратов (так называемое терапевтическое исключение). При этом спортсмен должен подтвердить, что приём этих препаратов необходим для его здоровья. Так, согласно медицинским документам, среди лыжников и биатлонистов многие страдают астмой. По разрешению национального антидопингового агентства или международной федерации они имеют право принимать препараты, входящие в запрещённый список ВАДА. Данные препараты могут давать анаболический эффект и оказывать психотропное действие на кору головного мозга, улучшая дыхательные функции и увеличивая количество кислорода, поступающего в лёгкие для питания мышц. В 2015 году 25 российских спортсменов получили разрешения на приём препаратов в терапевтических целях, в том числе против астмы. Данная практика подвергалась критике, в частности, из-за приёма препаратов от астмы многократной олимпийской чемпионкой норвежкой Марит Бьёрген.

### В России
4 ноября 2015 прокуратура Франции официально предъявила бывшему президенту Международной ассоциации легкоатлетических федераций (МАЛФ) Ламину Диаку обвинение в получении взяток в обмен за отказ от санкций в отношении российских спортсменов, уличённых в употреблении допинга. Как утверждают французские СМИ, деньги могли быть получены в 2011 году от Всероссийской федерации легкой атлетики (ВФЛА) за сокрытие данных о нарушениях антидопинговых правил со стороны российских спортсменов.
9 ноября 2015 г. комиссия ВАДА опубликовала отчёт, в котором обвинила РУСАДА в массовом и систематическом сокрытии применения допинга российскими спортсменами. Согласно отчёту, РУСАДА заранее предупреждала спортсменов о тестах и скрывала случаи непрохождения обследований, а также допускала отстранённых спортсменов к участию в соревнованиях до истечения срока запрета.
В дальнейшем в докладе Макларена были выдвинуты более обширные обвинения в систематическом употреблении допинга многими российскими спортсменами. В результате РУСАДА потеряла аккредитацию ВАДА и не может осуществлять антидопинговую деятельность для международных соревнований.
В марте 2016 г. в Государственную думу был внесён законопроект о введении штрафов за применение допинга.
В декабре 2017 г. МОК отстранил Олимпийский комитет России (что равнозначно отстранению команды России) от участия в зимних Олимпийских играх 2018 года. Председатель независимого органа по допуску спортсменов из России Валери Фурнейрон на запрос газеты «Спорт-Экспресс» заявила, что МОК не комментирует решения о допуске на Олимпийские игры по каждому конкретному спортсмену, сославшись на пресс-релиз МОК с изложением общих принципов допуска. В нём, в частности, говорится, что для участия в играх создан «пул чистых спортсменов из России», прошедших проверку на основе свидетельств докладов Макларена и Шмида, не находящихся под санкциями дисциплинарной комиссии Освальда и сдавших допинг-тесты перед играми.

## Применение допинга в вооружённых силах
Для храбрости солдаты употребляли алкоголь, наркотики и т. д.